# The Soft Parade
The Soft Parade es el cuarto álbum de estudio de la banda de rock The Doors, lanzado al mercado el 18 de julio de 1969 a través Elektra Records.
El álbum no tuvo tanto éxito como los anteriores, quizá debido a un sonido algo diferente. La integración de instrumentos de bronce y cuerdas y el mayor peso del guitarrista Robby Krieger en la gestación del disco son los motivos. Incluso así, mantiene el carácter intelectual que caracteriza a esta banda californiana.
En los créditos del disco, que por primera vez atribuyen cada tema a sus autores en lugar de firmar como The Doors, se aprecia la inusual cantidad de canciones escritas por Krieger, que además realiza su primera interpretación vocal en "Runnin' Blue".
En el Perception Box Set (2006), The Doors remasterizan toda su discografía. Cada álbum incluye algunos "bonus tracks".

## Lista de canciones
Toda la música compuestas por The Doors.
Lado A
1. «Tell All The People» - 3:24 (Krieger)
2. «Touch Me» - 3:15 (Krieger)
3. «Shaman's Blues» - 4:45 (Morrison)
4. «Do It» - 3:10 (Morrison/Krieger)
5. «Easy Ride» - 2:35 (Morrison)

Lado B
1. «Wild Child» - 2:36 (Morrison)
2. «Runnin' Blue» - 2:27 (Krieger)
3. «Wishful Sinful» - 3:01 (Krieger)
4. «The Soft Parade» - 8:34 (Morrison)

## Integrantes y personal
| - Jim Morrison – Voz principal y coros - Ray Manzarek – Órganos, piano en “Tell All The People” y clavecin en “Touch Me”, “Shaman's Blues” y “The Soft Parade” - Robby Krieger – Voz principal y coros, en "Runnin' Blue", guitarra eléctrica - John Densmore – Batería | - Harvey Brooks – Bajo en “Tell All the People”, “Touch Me”, “Shaman’s Blues”, “Do It”, “Runnin’ Blue” y “The Soft Parade” - Doug Luban – Bajo en «Easy Ride», «Wild Child» y «Wishful Sinful» - Curtis Amy – Solo de Saxofón en "Touch Me". - George Bohanan – Solo de Trombón. - Champ Webb – Solo de Trompa. - Jesse McReynolds – Mandolina - Jimmy Buchanan – Fiddle en "Runnin' Blue". - Reinol Andino – Congas. - Paul Harris – Orquesta en «Tell All The People», «Touch Me», «Wild Child» y «Wishful Sinful» | - Paul A. Rothchild - Producción - Jac Holzman - Supervisor de producción - Bruce Botnick - Ingeniería de sonido y masterizado. - Joel Brodsky - Fotografía - Peter Schaumann - Illustración (Cover Dentro) - William S. Harvey - Dirección de arte y diseño. |